# Fruitland (Idaho)
Fruitland és una població dels Estats Units a l'estat d'Idaho. Segons el cens del 2000 tenia 3.805 habitants.

## Demografia
Segons el cens del 2000, Fruitland tenia 3.805 habitants, 1.378 habitatges, i 1.044 famílies. La densitat de població era de 972,9 habitants/km².
Dels 1.378 habitatges en un 40,6% hi vivien nens de menys de 18 anys, en un 58,1% hi vivien parelles casades, en un 13,1% dones solteres, i en un 24,2% no eren unitats familiars. En el 21,4% dels habitatges hi vivien persones soles el 10,6% de les quals corresponia a persones de 65 anys o més que vivien soles. El nombre mitjà de persones vivint en cada habitatge era de 2,76 i el nombre mitjà de persones que vivien en cada família era de 3,2.
Per edats la població es repartia de la següent manera: un 31,9% tenia menys de 18 anys, un 9% entre 18 i 24, un 27,6% entre 25 i 44, un 18,6% de 45 a 60 i un 12,9% 65 anys o més.
L'edat mediana era de 31 anys. Per cada 100 dones de 18 o més anys hi havia 87,3 homes.
La renda mediana per habitatge era de 32.469 $ i la renda mediana per família de 36.614 $. Els homes tenien una renda mediana de 31.419 $ mentre que les dones 22.000 $. La renda per capita de la població era de 14.488 $. Aproximadament el 8,3% de les famílies i l'11,9% de la població estaven per davall del llindar de pobresa.

## Poblacions més properes
El següent diagrama mostra les poblacions més properes.